# Барон Роттсли

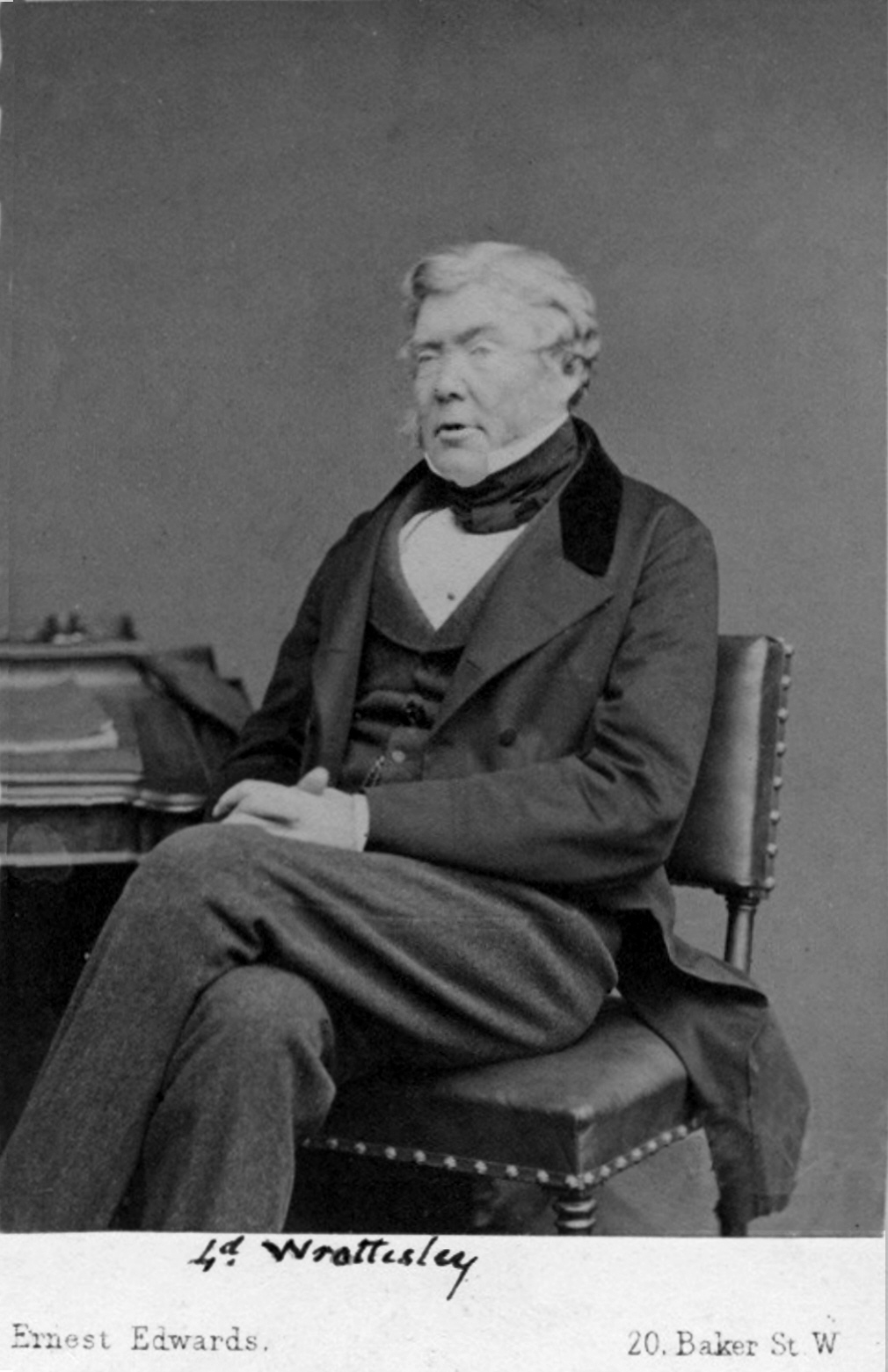
Джон Роттсли, 2-й барон Роттсли

Барон Роттсли из Роттсли в графстве Стаффордшир — наследственный титул в системе Пэрства Соединенного королевства. Он был создан 11 июля 1838 года для сэра Джона Роттсли, 9-го баронета (1771—1841). Он был генерал-майором британской армии, а также представлял в Палате общин Великобритании Личфилд (1797—1801, 1801—1806), Стаффордшир (1823—1832), Южный Стаффордшир (1832—1837). Его преемником стал его сын, Джон Роттсли, 2-й барон Роттсли (1798—1867). Он был президентом Королевского астрономического общества, а также Лондонского королевского общества. Его сын, Артур Роттсли, 3-й барон Роттсли (1824—1910), занимал должность лорда в ожидании в первых двух либеральных администрациях Уильяма Гладстона (1869—1874, 1880—1885), а также служил лордом-лейтенантом Стаффордшира (1871—1887). Его преемником стал его старший сын, Виктор Александр Роттсли, 4-й барон Роттсли (1873—1962). После его смерти в 1962 году титулы барона и баронета перешли к его племяннику, Ричарду Джону Роттсли, 5-му барону Роттсли (1918—1977), который был единственным сыном достопочтенного Уолтера Беннета Роттсли, младшего сына 3-го барона. В 1963 году он продал свою недвижимость в Стаффордшире. По состоянию на 2024 год носителем титула являлся внук пятого барона, Клифтон Хью Ланселот де Вердон Роттсли, 6-й барон Роттсли (род. 1968), ставший преемником своего деда в 1977 году. Он был единственным сыном достопочтенного Ричарда Фрэнсиса Джерарда Роттсли, второго сына пятого барона.
Титул баронета Роттсли из Роттсли в графстве Стаффордшир (Баронетство Англии) был создан 30 августа 1642 года для Уолтера Роттсли (1606—1659). Он сражался на стороне роялистов в Гражданской войне в Англии. Его правнук, сэр Джон Роттсли, 4-й баронет (ок. 1682—1726), кратко представлял Стаффордшир в Палате общин. Его младший сын, сэр Ричард Роттсли, 7-й баронет (1721—1769), сменивший своего старшего брата, который в свою очередь был преемником своего старшего брата, заседал в Палате общин от Тавистока (1747—1754), но позже принял духовный сан и служил деканом Вустера. Его сын, сэр Джон Роттсли, 8-й баронет (1744—1787), представлял в парламенте Ньюкасл-андер-Лайм (1768) и Стаффордшир (1768—1787). Его преемником стал его сын, сэр джон Роттсли, 9-й баронет (1771—1841), который был возведен в звание пэра в 1838 году.

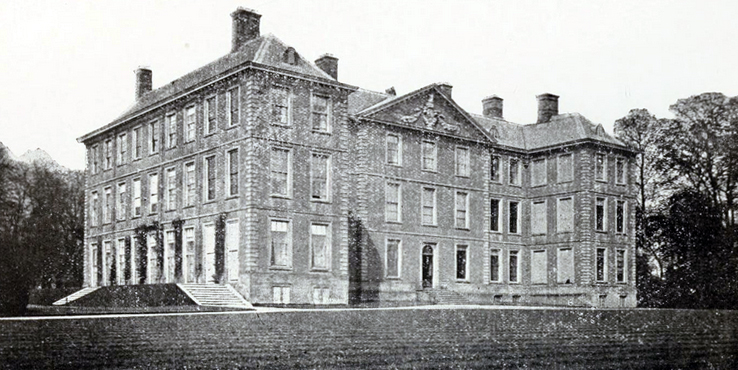
Роттсли-Холл, Стаффордшир

Семейная резиденция — Роттсли-Холл в окрестностях Вулверхэмптона, графство Стаффордшир. Несколько баронетов служили высшими шерифами Стаффордшира.

## Баронеты Роттсли из Роттсли (1642)
- 1642—1659: Сэр Уолтер Роттсли, 1-й баронет (6 мая 1606—1659), сын сэра Хью Роттсли (ум. 1633)[1];
- 1659—1686: Сэр Уолтер Роттсли, 2-й баронет (ок. 1632—1686), сын предыдущего[2];
- 1686—1712: Сэр Уолтер Роттсли, 3-й баронет (ок. 1657—1712), сын предыдущего[3];
- 1712—1726: Сэр Джон Роттсли, 4-й баронет (ок. 1682 — октябрь 1726), сын предыдущего[4];
- 1726—1729: Сэр Хью Роттсли, 5-й баронет (ум. 1729), старший сын предыдущего[5];
- 1729—1731: Сэр Уолтер Роттсли, 6-й баронет (ум. февраль 1731), младший брат предыдущего[6];
- 1731—1769: Его высокопреподобие Сэр Ричард Роттсли, 7-й баронет[англ.] (19 июня 1721 — 20 июля 1769), младший брат предыдущего, третий сын сэра Джона Роттсли, 4-го баронета[7];
- 1769—1787: Сэр Джон Роттсли, 8-й баронет[англ.] (22 декабря 1744 — 23 апреля 1787), старший сын предыдущего[8];
- 1787—1841: Сэр Джон Роттсли, 9-й баронет[англ.] (21 октября 1771 — 16 марта 1841), старший сын предыдущего, барон Роттсли с 1838 года[9].

## Бароны Роттсли (1838)
- 1838—1841: Джон Роттсли, 1-й барон Роттсли[англ.] (21 октября 1771 — 16 марта 1841), старший сын сэра Джона Роттсли, 8-го баронета (1744—1787)[9];
- 1841—1867: Джон Роттсли, 2-й барон Роттсли (5 августа 1798 — 27 октября 1867), старший сын предыдущего[10];
- 1867—1910: Артур Роттсли, 3-й барон Роттсли[англ.] (17 июня 1824 — 28 декабря 1910), старший сын предыдущего[11];
- 1910—1962: Виктор Александр Роттсли, 4-й барон Роттсли (18 сентября 1873 — 1 сентября 1962), третий сын предыдущего[12];
- 1962—1977: Майор Ричард Джон Роттсли, 5-й барон Роттсли[англ.] (7 июля 1918 — 23 октября 1977), единственный сын достопочтенного Уолтера Беннета Роттсли (1877—1962), племянник предыдущего[13];
- 1977 — настоящее время: Клифтон Хью Ланселот де Вердон Роттсли, 6-й барон Роттсли (род. 10 августа 1968), единственный сын достопочтенного Ричарда Фрэнсиса Джерарда Роттсли (1942—1970), внук предыдущего[14];
  - Наследник титула: достопочтенный Виктор Эрнест Фрэнсис де Вердон Роттсли (род. 28 января 2004), старший сын предыдущего[15].